# او-ایه سودو
او- آیه سودو (به ژاپنی: 御家騒動 O-Ie Sōdō) یک عبارت ژاپنی است و ترجمه تحت‌اللفظی آن «نزاع خانوادگی» است. به نزاع‌های خانوادگی بین خاندان‌های سامورایی و اشراف در دوره ادو (قرن هفدهم) در ژاپن گفته می‌شود. یکی از مشهورترین نزاعات خانوادگی بنام داته سودو شناخته می‌شود که در خاندان داته در دهه‌های ۶۰– ۷۰ در قرن هفدهم رخ داد.

## نزاع‌های خانوادگی مهم
- 1608 – Tsutsui clan, Iga-Ueno Domain (Tsutsui Sōdō)
- ۱۶۱۴ – اوکوبو ناگایاسو (Ōkubo family), Odawara Domain
- ۱۶۱۷ – خاندان موگامی، Yamagata Domain (Mogami Sōdō)
- 1626 – Sō clan, قلمروی تسوشیما-فوچو (Yanagawa Iken)
- ۱۶۳۳ – درگیری کورودا، خاندان کورودا قلمروی فوکوئوکا
- 1634 – Tsugaru clan, Hirosaki Domain (Funabashi Sōdō)
- 1635 – Kamei clan, Tsuwano Domain (Enchi Sōdō)
- 1639 – Katō clan, آیزو
- 1640 – Ikoma clan, Takamatsu Domain
- ۱۶۴۰ – خاندان ایکدا، Yamasaki Domain
- 1640 – Sagara clan, Hitoyoshi Domain (Oshimo no Ran)
- 1648 – Inaba clan, Fukuchiyama Domain (Tamba-Fukuchiyama Sōdō)
- 1648 – Yoshida clan, Hamada Domain
- 1648 – Kitsuregawa clan, Kitsuregawa Domain
- ۱۶۶۰–۱۶۷۱ –  داته سودو، خاندان داته، قلمروی سندای (Tsunamune Inkyo Jiken)
- ۱۶۷۹ – خاندان ماتسودایرا، Takata Domain (Echigo Sōdō)
- ۱۶۹۷ –  خاندان داته، قلمروی سندای (Tsunamura Inkyo Jiken)
- ۱۷۴۸ – خاندان مائدا، Kaga Domain (Kaga Sōdō)
- ۱۷۵۴ – خاندان ساتاکه، Akita Domain (Satake Sōdō)
- 1759 – Sagara clan, Hitoyoshi Domain (Take-teppō Jiken)
- ۱۸۰۸ – خاندان شیمازو، قلمروی ساتسوما
- 1824 – Sengoku clan, Izushi Domain
- ۱۸۴۹ – خاندان شیمازو، قلمروی ساتسوما (اویورا سودو)